# ديف كيف
ديف كيف (بالإنجليزية: Dave Keefe)‏ هو لاعب كرة قاعدة أمريكي، ولد في 9 يناير 1897 في ويليستون في الولايات المتحدة، وتوفي في 4 فبراير 1978 في كانساس سيتي في الولايات المتحدة.

## وصلات خارجية
- ديف كيف على موقعبيزبول رفرنس.كوم (الدوري الرئيسي) (الإنجليزية)
- ديف كيف على موقعبيزبول رفرنس.كوم (الدوري الثانوي) (الإنجليزية)
- ديف كيف على موقع جمعية أبحاث البيسبول الأمريكية (الإنجليزية)